# خوسيه كليمنت مورر
خوسيه كليمنت مورر (بالألمانية: José Maurer)‏ هو كاهن كاثوليكي بوليفي وألماني، ولد في 13 مارس 1900 في بوتلينغن في ألمانيا، وتوفي في 27 يونيو 1990 في سوكري في بوليفيا.

## روابط خارجية
- خوسيه كليمنت مورر على موقع مونزينجر (الألمانية)